# Cairema (Ort)
Cairema ist eine osttimoresische Siedlung im Suco Faturilau (Verwaltungsamt Lequidoe, Gemeinde Aileu).

## Geographie und Einrichtungen
Das Dorf Cairema liegt an der Hauptstraße des Sucos Faturilau, im Westen der Aldeia Cairema. Es befindet sich auf einer Anhöhe, auf einer Meereshöhe von 679 m. Nördlich liegen nahe der Straße zwei kleine Weiler in 300 und 800 Metern Entfernung. Hier führt die Straße auf einen Bergrücken und folgt ihm nach Westen. Dort liegt in etwa drei Kilometer Entfernung in Luftlinie das Dorf Lebutu im Suco Bereleu. Nach Osten führt die Straße in den unbesiedelten Teil der Aldeia Cairema, wo sie am Fluss Coumai endet, der zwei Kilometer nördlich des Dorfes verläuft. In den Süden führt eine Piste zu den Siedlungen in der Aldeia Lebumeran in etwa zwei Kilometern Entfernung. Knapp einen Kilometer südlich fließt der Orlaunic. Beide Gewässer sind Nebenflüsse des Nördlichen Laclós.
Im Dorf Cairema befinden sich der Sitz des Sucos Faturilau, eine Grundschule, die katholische Kapelle Nossa Senhora dos Dores sowie ein Hubschrauberlandeplatz für Notfälle.